# 프원스크

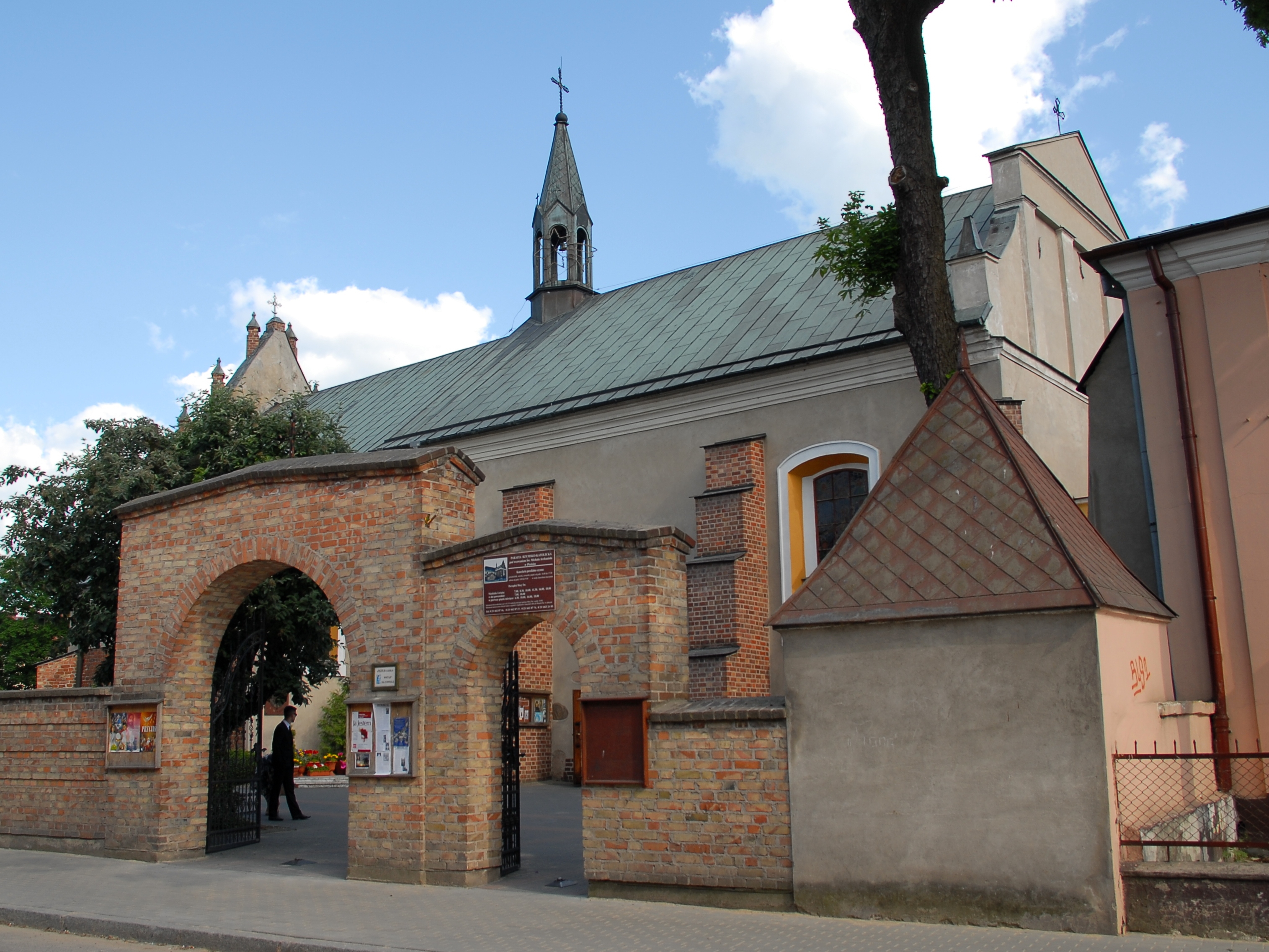
프원스크 성 미하우 교회

프원스크(폴란드어: Płońsk)는 폴란드 중북부 마조프셰주에 위치한 도시로 면적은 11.6km2, 인구는 21,591명(2022년 12월 31일 기준), 인구 밀도는 1,861명/km2이다. 이스라엘의 총리를 역임한 정치인인 다비드 벤구리온의 출생지이기도 하다.

시기
시 문장

## 역사
11세기에 마을이 형성되었으며 1400년에는 마조프셰의 시에모비트 4세(Siemowit IV) 공작에 의해 도시 지위를 부여받았다. 20세기 초반까지만 하더라도 폴란드인, 유대인이 균등한 비율을 이루면서 거주했지만 프원스크에 거주하던 상당수의 유대인들이 시온주의의 영향을 받으면서부터 팔레스타인 지방으로 이주하게 된다.
제2차 세계 대전이 진행 중이던 1940년 9월에는 이 곳에 거주하던 유대인들이 게토로 이송되었다. 1942년 10월에는 유대인들이 포로들과 함께 아우슈비츠 강제 수용소로 이송되면서 한동안 파괴된 상태로 남았고 1962년에 도시 지위를 회복했다.